# Dee Dee Bridgewater (album)
| Recensione | Giudizio |
| ---------- | -------- |
| AllMusic   | [ 2 ]    |

Dee Dee Bridgewater è il secondo album in studio della cantante statunitense Dee Dee Bridgewater, pubblicato nel 1976.

## Descrizione
L'album è stato pubblicato negli USA nel 1976 in formato LP con numero di catalogo SD 18188 e in formato musicassetta con numero di catalogo CS 18188 dall'etichetta discografica Atlantic Records.

## Tracce

### LP
()
Lato A (ST-A-763653-PR)
1. My Prayer (Fast) – 3:28 (testo: Jimmy Kennedy – musica: Georges Boulanger) – Registrato al Soundtek Studios di New York, New York
2. My Lonely Room – 4:49 (Peter Skellern) – Registrato al Sound Factory di Los Angeles, California
3. It Ain't Easy – 3:25 (Allen Toussaint) – Registrato al Muscle Shoals Sound Studios di Sheffield, Alabama
4. He's Gone – 5:54 (Daryl Hall, John Oates) – Registrato al Sound Factory di Los Angeles, California

Durata totale: 17:36
Lato B (ST-A-763654-PR)
1. Goin' Through the Motions – 3:49 (Tom Bahler) – Registrato al Muscle Shoals Sound Studios di Sheffield, Alabama
2. You Saved Me – 4:26 (Bob Bateman, Ed Little) – Registrato al Sound Factory di Los Angeles, California
3. Every Man Wants Another Man's Woman – 4:02 (Alan O'Day) – Registrato al Muscle Shoals Sound Studios di Sheffield, Alabama
4. My Prayer (Ballad) – 5:33 (testo: Jimmy Kennedy – musica: Georges Boulanger) – Registrato al Muscle Shoals Sound Studios di Sheffield, Alabama

Durata totale: 17:50

## Crediti
- Dee Dee Bridgewater – voce

### Musicisti
- Cliff Morris – chitarra (A1)
- Jerry Friedman – chitarra (A1)
- Melvin Ragin – chitarra (A2, A4 e B2)
- Ray Parker Jr. – chitarra (A2, A4 e B2)
- Dean Parks – chitarra (A2, A4 e B2)
- David T. Walker – chitarra (A2, A4 e B2)
- Pete Carr – chitarra (A3, B1, B3 e B4)
- Jimmy Johnson – chitarra (A3, B1, B3 e B4)
- Harold Wheeler – tastiere (A1)
- Tom Hensley – tastiere (A2, A4 e B2)
- Joe Sample – tastiere (A2, A4 e B2)
- Barry Beckett – tastiere (A3, B1, B3 e B4)
- Herb Bushler – basso (A1)
- Wilton Felder – basso (A2, A4 e B2)
- Henry Davis – basso (A2, A4 e B2)
- David Hood – basso (A3, B1, B3 e B4)
- Allan Schwartzberg – batteria (A1)
- Ed Greene – batteria (A2, A4 e B2)
- Roger Hawkins – batteria (A3, B1, B3 e B4)
- Gary Coleman – percussioni (A2, A4 e B2)
- Bobbye Hall – congas (A2, A4 e B2)
- Linda November – cori di sottofondo (A1)
- Arlene Martell – cori di sottofondo (A1)
- Vivian Cherry – cori di sottofondo (A1, A3, B1, B3 e B4)
- James Gilstrap – cori di sottofondo (A2, A4 e B2)
- August Johnson – cori di sottofondo (A2, A4 e B2)
- John Lehman – cori di sottofondo (A2, A4 e B2)
- Carolyn Willis – cori di sottofondo (A2, A4 e B2)
- Jackie Ward – cori di sottofondo (A2, A4 e B2)
- Marti McCall – cori di sottofondo (A2, A4 e B2)
- Merry Clayton – cori di sottofondo (A2, A4 e B2)
- Loni Groves – cori di sottofondo (A3, B1, B3 e B4)
- Gwendolyn Guthrie – cori di sottofondo (A3, B1, B3 e B4)
- Gene Page – arrangiamenti (A2, A4 e B2)
- Billy Page – arrangiamento cori (A2, A4 e B2)
- Gene Orloff – concert master (A3, B1, B3 e B4)
- Harry Bluestone – concert master (A2, A4 e B2)
- Harold Wheeler – arrangiamento strumenti ad arco e fiati (A3, B1, B3 e B4)

### Produzione
- Stephen Y. Scheaffer – produzione
- Jerry Wexler – produzione
- Gene Page – produzione
- Registrazioni effettuate al Soundtek Studios (New York); Sound Factory (Los Angeles); Muscle Shoals Sound Studios (Sheffield)
- S.Y.S. (Chris Menzi) – ingegnere delle registrazioni (Soundtek Studios)
- Dave Hassinger – ingegnere delle registrazioni (Sound Factory)
- Jerry Masters, Steve Melton e Gregg Hamm – ingegneri delle registrazioni (Muscle Shoals Sound Studios)
- Stephen Y. Scheaffer – mixaggio
- Lew Hahn – mixaggio (A2)
- Mastering effattuato da John Vogel al Soundtek Studios di New York
- Steinbicker/Houghton – foto copertina album originale
- Bob Defrin – grafico copertina album originale
- Paula Scher – grafico copertina album originale[5]